# Surveyor 6
Surveyor 6 war die sechste Sonde der US-amerikanischen Raumfahrtagentur NASA im Rahmen des Surveyor-Programms. Das Surveyor-Programm war Nachfolger des Ranger-Programms. Die Ergebnisse des Programms sollten die erste bemannte Mondlandung vorbereiten. Surveyor 6 war die vierte US-amerikanische Sonde, die weich auf dem Mond landete und  Bilder und Daten zur Erde übermitteln. Sie war wie Surveyor 5 mit einem Alphapartikel-Röntgenspektrometer und einer erweiterten Instrumentierung ausgestattet. So verfügte sie über einen Magneten, um zu überprüfen, ob das Mondgestein magnetisch reagiert. Surveyor 6 war die vierte US-amerikanische Sonde, die weich auf dem Mond landete und Daten und Bilder übermittelte.

## Mission

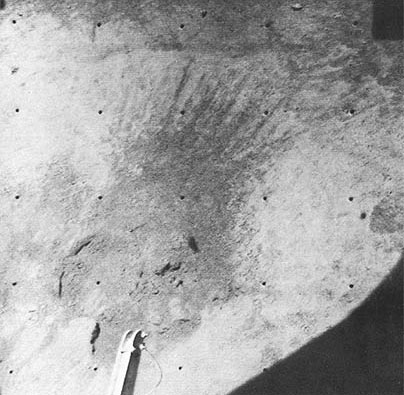
Auswirkungen des Abgasstrahls auf die Mondoberfläche

Surveyor 6 startete am 7. November 1967 an Bord einer Atlas-Centaur-Rakete von der Startrampe LC-36 der Cape Canaveral Air Force Station.
Eine ausgeführte Kurskorrektur am 8. November verlief reibungslos. Am 10. November landete die Sonde im Sinus Medii, nur fünf Kilometer vom geplanten Aufsetzpunkt entfernt. Bis zum 17. November übermittelte die Sonde 14.500 Bilder der Mondoberfläche. Später an diesem Tag wurden die Vernier-Triebwerke für 2,5 Sekunden gestartet. Surveyor 6 erreichte dadurch eine Höhe von ungefähr vier Metern und landete 2,4 Meter westlich erneut. Dieser „Hüpfer“ stellte den ersten Start von der Mondoberfläche dar. Durch dieses Manöver sollten Untersuchungen über den primären Landeplatz und die Reaktion der Mondoberfläche auf Triebwerkszündungen ermöglicht werden. Zusätzlich erlaubte die Verschiebung der Kameraposition erstmals stereoskopische Aufnahmen der Oberfläche. Das eingesetzte Spektrometer übermittelte ähnliche Ergebnisse wie bei Surveyor 5.
Am 14. November maß die Sonde an der Oberfläche eine Temperatur von +120 °C. Das war die bisher höchste gemessene Temperatur auf der Oberfläche des Mondes. Die letzten Daten wurden am 14. Dezember um 19:14 Uhr UTC übermittelt. Insgesamt übermittelte die Sonde 29 952 Bilder und ungefähr 20 Stunden Daten des Spektrometers.
Die Mission war ein Erfolg.